# Owase
Owase (尾鷲市 Owase-shi) er en by i Japan.
Owase ligger i præfekturet Mie i Regionen Kansai på den sydvestlige del af øen Honshu. Den har 16.079(2020) indbyggere.